# Xiphozele yunnanensis
Xiphozele yunnanensis är en stekelart som beskrevs av He och Ma 2000. Xiphozele yunnanensis ingår i släktet Xiphozele och familjen bracksteklar. Inga underarter finns listade i Catalogue of Life.